# Friedel Bohny-Reiter
Pour les articles homonymes, voir Bohny et Reiter.
Friedel Bohny-Reiter, née Friedel Reiter à Vienne (Autriche-Hongrie) le 20 mai 1912 et morte à Bâle (Suisse) le 18 décembre 2001, est une infirmière suisse d'origine autrichienne de la Croix-Rouge. Notamment affectée au camp de Rivesaltes, elle y a sauvé de nombreux enfants juifs de la déportation et est reconnue Juste parmi les nations en 1990. Son mari August Bohny, rencontré en 1942, reçoit la même distinction pour son action au Chambon-sur-Lignon.

## Ouvrage
- Journal de Rivesaltes 1941-1942, traduit de l'allemand par Michèle Fleury-Seegmüller, Éditions Zoé, Carouge-Genève, 1993  (ISBN 2-88182-189-8)